# Edam

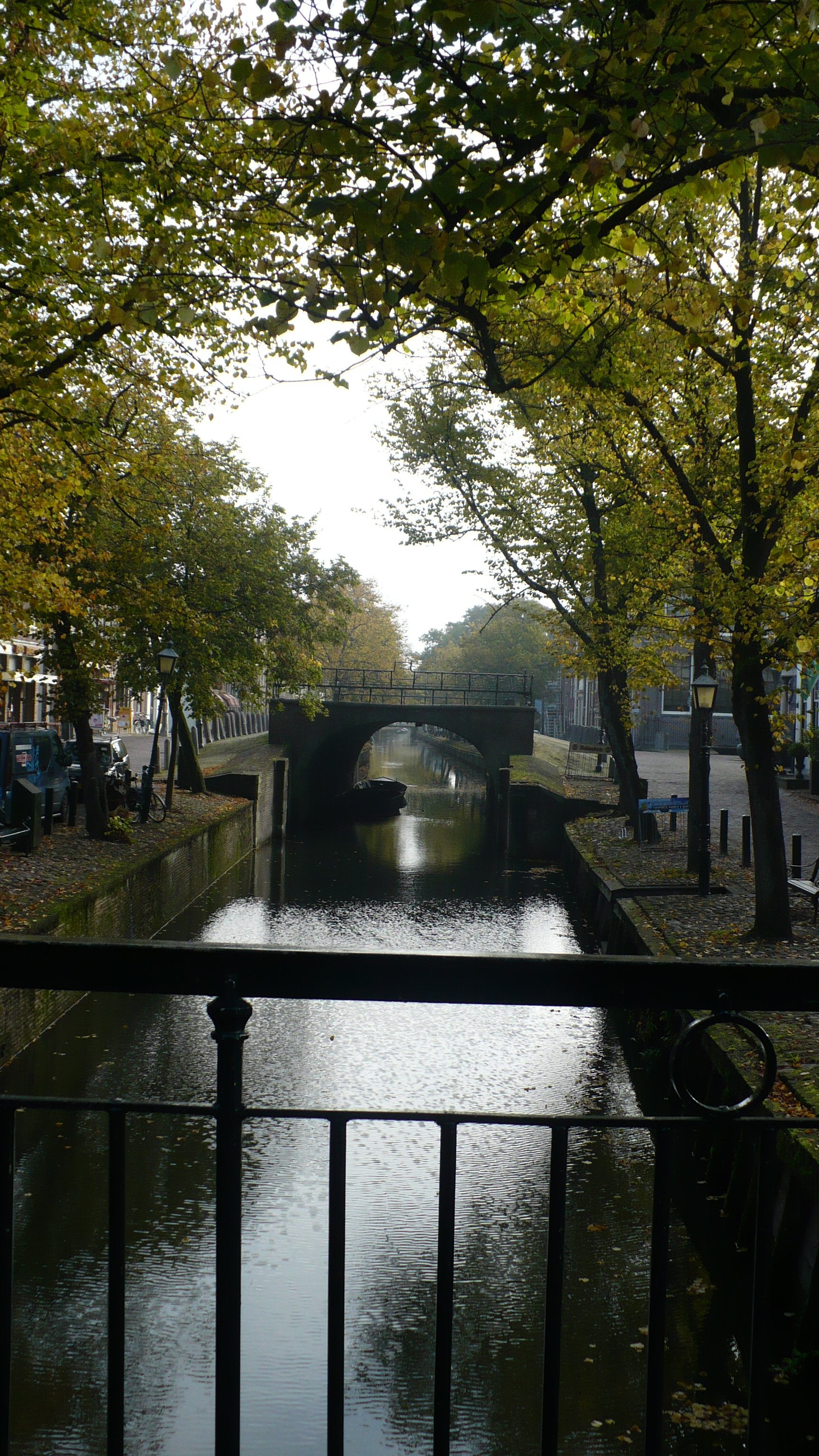
Vista sobre el río.

Edam es una pequeña ciudad de los Países Bajos perteneciente a la comuna de Edam-Volendam, al norte de Ámsterdam, en la provincia de Holanda Septentrional. 
Su población se situaba en torno a los 7.380 habitantes en el año 2007, aunque todo el municipio de Edam-Volendam tenía 29.380 habitantes. El nombre de Edam procede de una presa en el río IJe donde se estableció el primer asentamiento y por ello se llama IJedam. Edam es una ciudad famosa por ser donde se comenzó a producir el queso con el mismo nombre.

## Historia

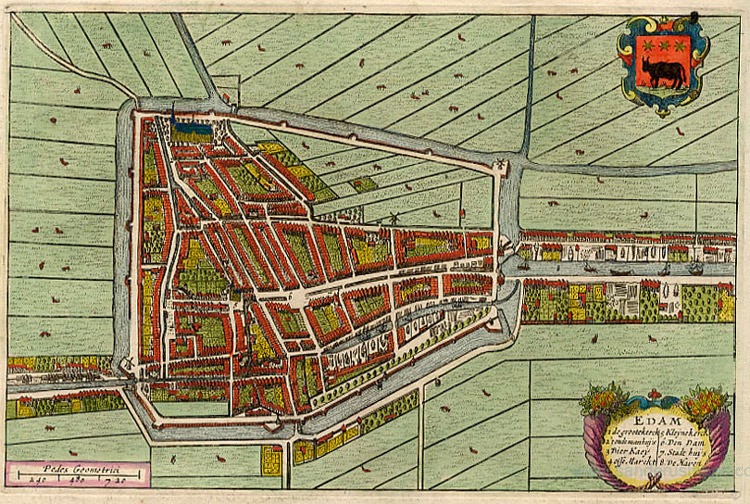
Viejo mapa de Edam en 1649.

La ciudad de Edam fue fundada en las proximidades de una presa hecha para cruzar por el Zuiderzee, que ahora se conoce como el IJsselmeer. En torno al año 1230 el canal fue represado y los materiales para construir la presa debían cargarse en buques, lo que permitió a los habitantes de Edam el cobro de peajes; así fue creciendo como una ciudad comercial y obtuvo una riqueza añadida mediante la construcción naval y la pesca.
Edam dispone de los derechos de ciudad desde 1357 cuando el conde Guillermo V de Holanda se los otorgó. Una de las razones por los que se hizo ciudad estuvo motivada por su participación en la guerra entre Hoeken y Kabeljauwen en la que se libró una batalla por el dominio sobre las ciudades de Holanda. Gracias a los derechos ciudadanos la habitantes de la ciudad de Edam pudieron construir un nuevo puerto que le permitió estar comunicada con las grandes ciudades en Holanda y con las rutas de comercio internacional. En el siglo XVI existían unos 33 muelles en Edam por lo que era una de las ciudades portuarias más importantes del norte de Holanda, compitiendo con Enkhuizen, Hoorn y Ámsterdam. Además se le concedió el derecho a tener un mercado tres veces al año. Todos estos factores de un modo conjunto proporcionaron un gran impulso a la economía local.
Sin embargo, al estar situada frente al mar abierto existieron problemas de inundaciones por lo que en 1544 el emperador Carlos V dio la orden de cerrar el puerto, instalando compuertas en las esclusas que se terminaron de construir en el centro de la ciudad en el año 1569. Estos obstáculos produjeron un proceso de sedimentación en el puerto, originándose de ese modo que la industria de la construcción naval entrase en declive a finales del siglo XVII.
Durante el siglo XVI, el mercado del queso fue el principal impulso de la economía de la ciudad. El 16 de abril en 1526 el emperador Carlos V otorgó a Edam el derecho a tener un mercado cada semana, lo que permitió aumentar su actividad comercial que se extendió de modo indefinido en 1574 por una concesión del príncipe Guillermo de Orange como agradecimiento por la buena colaboración de la ciudad durante el asedio de Alkmaar.

## Casco antiguo

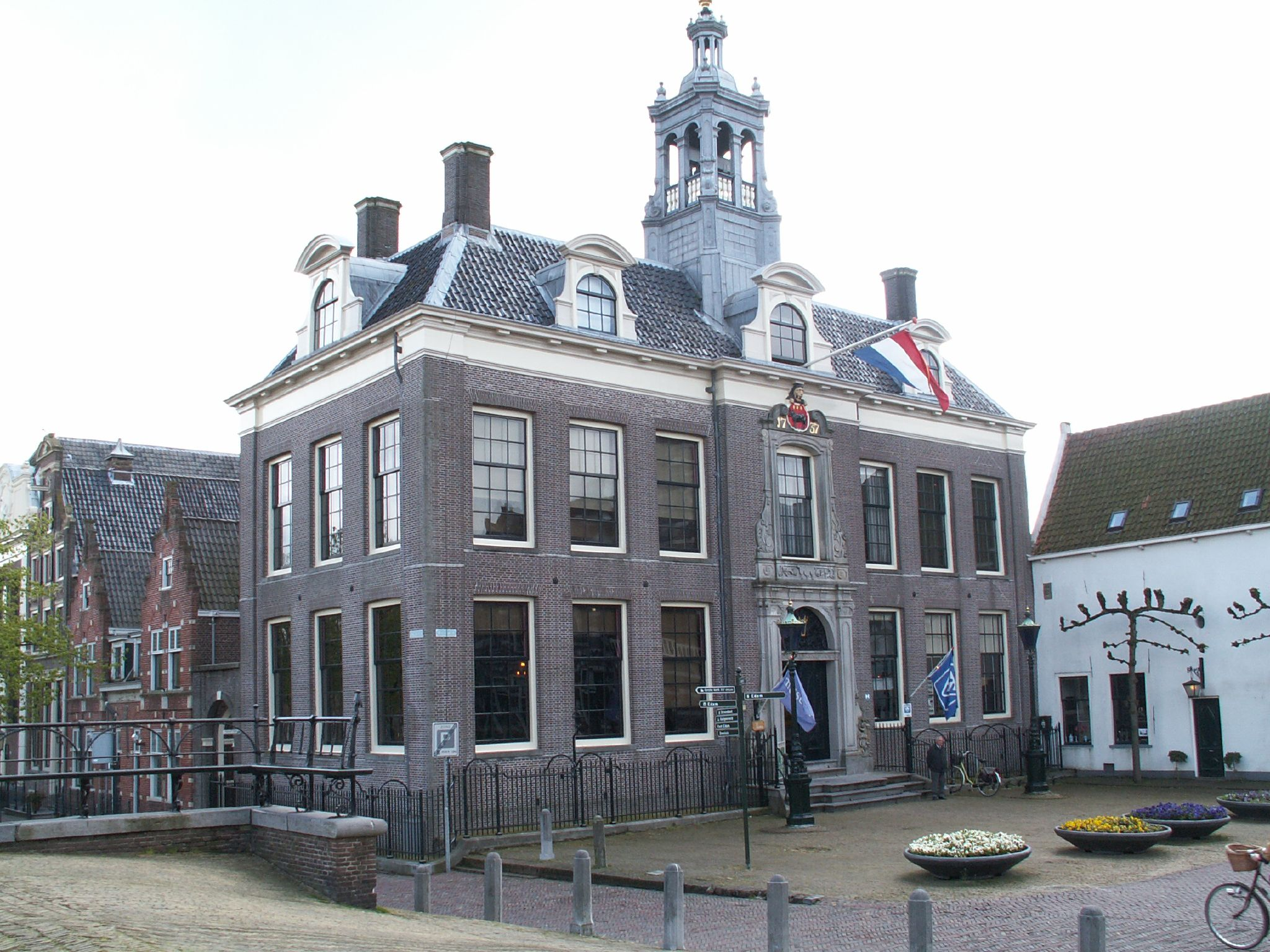
Ayuntamiento, 2005.

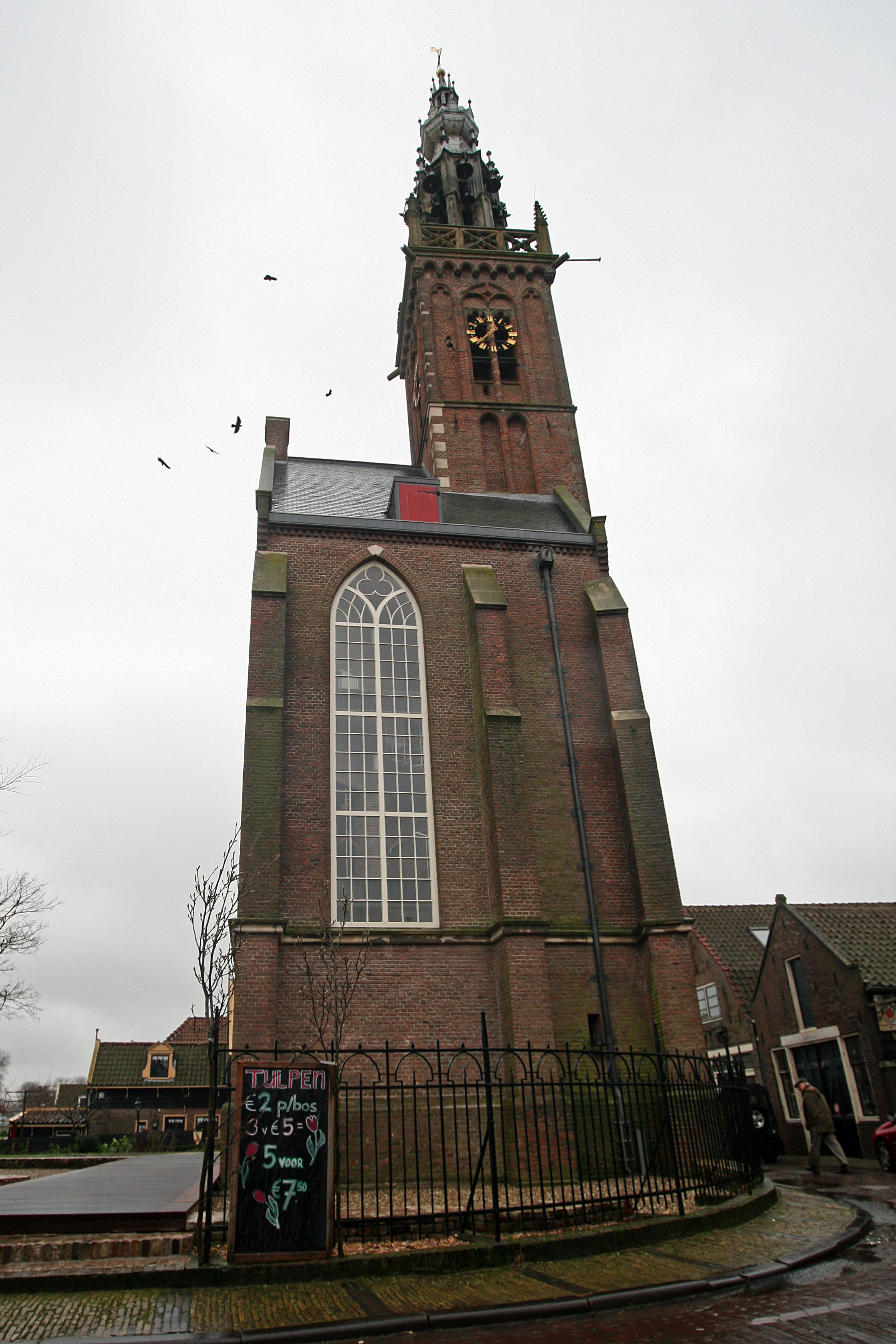
Carillon, 2008.

El centro de la ciudad vieja se halla dentro de los límites de las antiguas murallas y se encuentra legalmente protegido tanto en sus estructuras principales como en los detalles arquitectónicos. Existe una serie de edificios que han sobrevivido en buenas condiciones y entre los que se pueden destacar:
- Iglesia de San Nicolás

Conocida como Grote Kerk o San Nicholaaskerk fue construida probablemente a principios del siglo XV y posee las dimensiones de una catedral. En 1602 y 1699 la iglesia sufrió dos incendios a gran escala después de los ataques a la torre durante los conflictos bélicos. Como consecuencia, cuando se reconstruyó la torre en 1701 su altura se redujo significativamente. La iglesia de San Nicolás es una de los mayores iglesias de Europa entre las que disponen de cubiertas a tres aguas. Está construida sobre pilotes y como el peso de la iglesia era bastante importante, su techo abovedado es una copia en madera del techo original que era de piedra. La iglesia también contiene muchas vidrieras donadas tras el incendio de 1602 tanto por los pueblos vecinos como por los gremios más florecientes de Edam, entre otros, el gremio de carpinteros de buques.
- Ayuntamiento

Construido en 1737, el Ayuntamiento tiene unas dimensionmes algo mayores que el resto de las construcciones de Edam. La entrada tiene unas pesadas puertas dobles y está rodeada de piedra arenisca del estilo Luis XIV, dispone además de una torre de madera. El Ayuntamiento todavía se emplea para las ceremonias matrimoniales.
- Museo de  Edam

Se encuentra frente al Ayuntamiento cruzando la presa; se trata de la edificación de ladrillo más antigua de la ciudad. Se construyó alrededor de 1530 como una casa privada y se convirtió en museo en 1895. La casa representa una construcción holandesa típica de la época y su diseño interior es completamente original. La casa tiene una cocina en la planta baja, con un salón y dormitorio en el entresuelo. Desde la cocina se puede acceder a una bodega flotante que es una sala construida con cajas de ladrillo flotando libremente en las aguas subterráneas. Según el folclore la bodega fue construida por un capitán de barco que se perdió el mar. Sin embargo, es más probable que la bodega se construyese simplemente para mantener el contenido seco, además sin necesitar cimientos bajo el agua.
- Carillon

Existen documentos que sugieren que la iglesia de la virgen María existía en ese lugar desde 1350 y su torre, llamada Carillon, data de los siglos XV y XVI; aunque la iglesia fue demolida en 1882 sobrevivió su torre de estilo gótico tardío. En 1972 se produjo una amenaza de derrumbe pero fue apuntalada con vigas de acero y posteriormente restaurada completamente. Las campanas sobresalen hacia el exterior y fueron construidas por Pieter van den Ghein en 1566 y aún suena una melodía corta cada 15 minutos. Esta melodía puede variar y por ejemplo en la fiesta del 5 de diciembre son típicas las canciones de San Nicolás.

## Mercado del queso

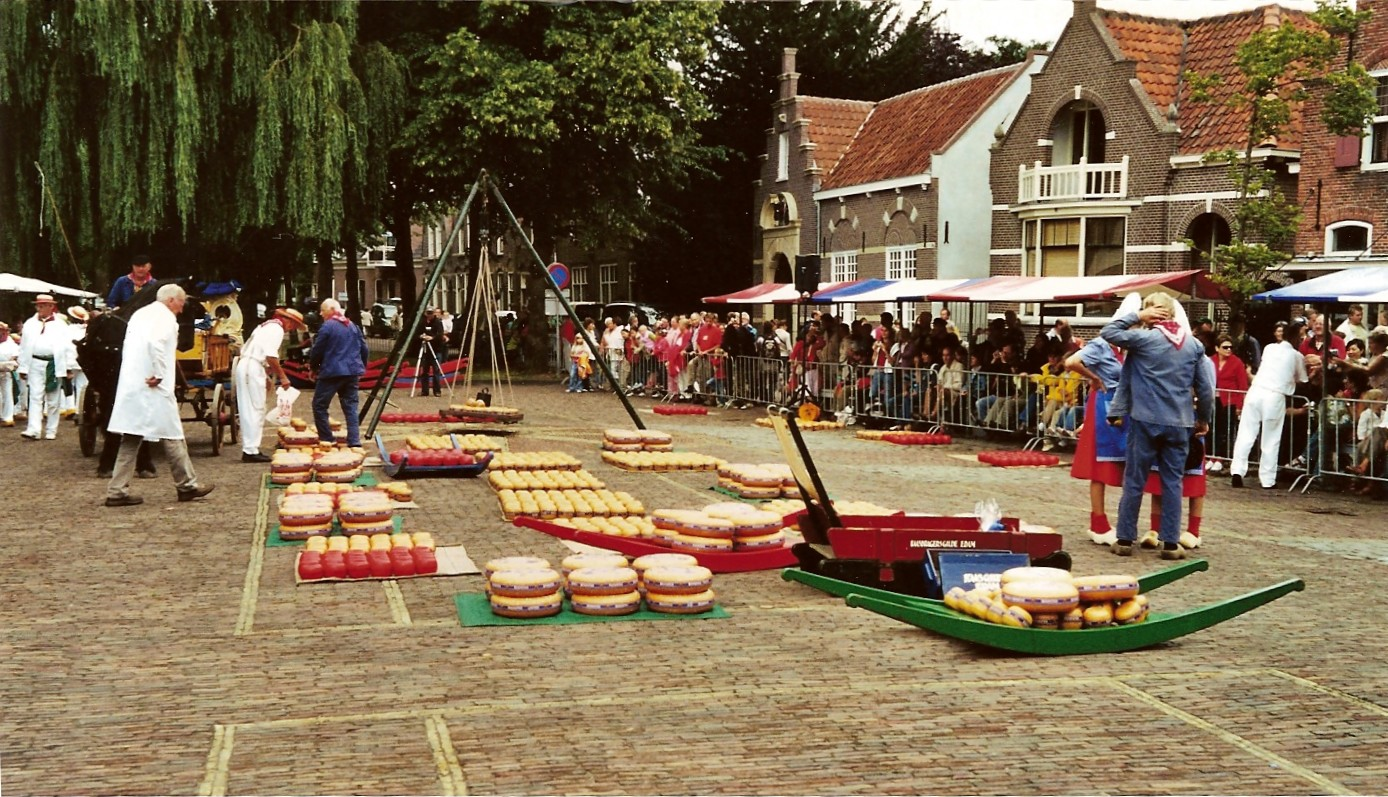
Mercado del queso, agosto de 2006.

Después de obtener el derecho a celebrar un mercado de queso Edam se estuvieron realizando mercados comerciales hasta 1922. Durante aquellos años los agricultores locales llevaban el queso a bordo de pequeños botes y cuando el queso se descargaba de la barca los transportistas de queso lo llevaban al mercado. En el mercado el queso se mostraba a los comerciantes y después de ser probado se acordaba el precio según su calidad o no se producía la venta tras un desacuerdo en el mismo. Finalmente el queso se almacenaba para su conservación hasta que la calidad alcanzara su mejor momento.
Desde 1989, el mercado de queso ha revivido como una puesta en escena para los turistas. Se celebra durante los meses de julio y agosto, los miércoles desde las diez y media hasta las doce y media.